# Biagio Rebecca
Biagio Rebecca (Osimo, 12 maggio 1731 – Londra, 22 febbraio 1808) è stato un pittore e decoratore italiano.